# Mattias Modig
Nils Olov Mattias Modig, född 1 april 1987 i Luleå, är en svensk före detta professionell ishockeymålvakt. 
Han växte upp i Bensbyn utanför Luleå, och är son till Olov Modig samt brorson till Lars Modig, som även de har spelat för Luleå HF. 
Modig draftades av Anaheim Ducks 2007. Han har också spelat sex A-landskamper och 35 juniormatcher.